# WarioWare Gold
WarioWare Gold (メイド イン ワリオ ゴージャス, Meido in Wario Gōjyasu) é um jogo de ação desenvolvido pela Intelligent Systems e publicado pela Nintendo para o Nintendo 3DS. O novo capítulo da série WarioWare foi lançado nas regiões europeias (PAL) em julho de 2018, e na América do Norte e Japão no mês seguinte.
Seguindo a fórmula dos capítulos anteriores da série, em WarioWare Gold, o jogador deve completar "microgames" consecutivos em um ritmo cada vez mais frenético. Gold apresenta microgames novos e também microgames antigos vindos de capítulos anteriores somando um total de mais de 300 microgames, a maior quantidade vista na série até o momento.

## Jogabilidade
Em WarioWare Gold, o jogador deve completar "microgames", que são pequenos minigames de curta duração. Se o jogador vencer o microgame, o jogo segue para o próximo. Se o jogador perder, também perderá uma de suas quatro vidas.  Se o jogador perder todas as suas vidas, o jogo termina e a pontuação máxima do jogador é exibida, a qual é determinada pela quantidade de minigames vencidos. Durante uma partida, o jogo irá aumentar sua velocidade depois de alguns microgames, e aumentando sua dificuldade toda vez que um microgame final é completado.
Os microgames apresentados em Gold retornam de vários capítulos da série, incluindo WarioWare, Inc.: Mega Microgames!, WarioWare: Twisted!, WarioWare: Touched!, WarioWare: Smooth Moves, WarioWare: D.I.Y., e Game & Wario, além dos novos, somando mais de 300 ao todo. Esses microgame envolvem apertar botões, girar o aparelho, tocar na tela tátil, e soprar no microfonendo sistema. Gold também é o primeiro jogo da série WarioWare a apresentar dublagem, além de um desbloqueável que permite os jogadores a redublar cenas do jogo com suas próprias vozes.

## Enredo
Depois de roubar um pote de ouro do vilarejo de Luxeville, Wario percebe que está sem dinheiro. Para contornar a situação, ele pede a seus amigos para criarem novos jogos e cria um torneio, cobrando uma caríssima taxa de entrada e oferecendo 10 milhões de moedas para o vencedor. Uma garota chamada Lulu enfrenta Wario e começa a treinar para desafiá-lo enquanto o jogador completa os jogos de cada criador.
Quando o jogador chega na última rodada do torneio, Wario decide roubar o prêmio para si, colocando o pote roubado na cabeça e transformando-se em Wario Deluxe. Lulu o ataca e ajuda o jogador a vencer o torneio, tirando o pote da cabeça de Wario. Lulu explica que ela veio de Luxeville para recuperar o pote, revelando que era um penico comunitário do vilarejo. Enojado, Wario deixa a garota ficar com o pote, enquanto os outros prendem Wario e ordenam que ele pague pelos seus trabalhos. Ao descobrir que Wario gastou quase todo o dinheiro do prêmio, eles decidem dividir igualmente entre si o que restou, para o desgosto de Wario. Lulu retorna para Luxeville, só para descobrir que os habitantes compraram um vaso sanitário de última geração em sua ausência.

## Lançamento
O jogo foi anunciado durante a transmissão Nintendo Direct em 8 de março de 2018. O jogo foi lançado na Europa em 27 de julho de 2018, na Austrália em 28 de julho de 2018, no Japão em 2 de agosto de 2018 e na América do Norte em 3 de agosto de 2018. Antes do lançamento, uma demo gratuita foi disponibilizada na eShop do Nintendo 3DS.

## Recepção
WarioWare Gold recebeu "críticas bastante positivas", segundo o Metacritic.
A revista japonesa especializada Famitsu deu uma nota 32 de 40. O jogo vendeu 79.410 cópias físicas em seu primeiro mês de vendas no Japão.